# Mannheim City Airlines
Mannheim City Airlines ist eine virtuelle Fluggesellschaft mit Sitz und Basis am Flugplatz Mannheim.

## Geschichte
Nachdem Rhein-Neckar-Air im Oktober 2024 Insolvenz beantragt hatte, wurde Mannheim City Airlines zum 1. Dezember 2024 gegründet. Klaus Peters, der bereits Geschäftsführer bei Rhein-Neckar-Air war, wurde erster Geschäftsführer.

## Flugziele
Mannheim City Airlines plant den Erstflug im April 2025. Hierbei soll der neue Partner Private Wings die Flüge durchführen. Mögliche Ziele sind, ähnlich wie zuvor bei Rhein-Neckar-Air, Sylt und Elba. Auch innerdeutsche Ziele möchte man nach eigenen Angaben nicht ausschließen.

## Flotte
Mannheim City Airlines verfügt nicht über eigene Flugzeuge. Stattdessen soll der Betrieb mit gecharterten Flugzeugen von Private Wings durchgeführt werden.